# Janet Quin-Harkin
Janet Quin-Harkin, née le 24 septembre 1941 dans la ville de Bath dans le comté du Somerset, est une romancière britannique. Elle est principalement connue pour ses nombreux romans d'amours et romances. Depuis la fin des années 1990, elle utilise le pseudonyme de Rhys Bowen pour l'écriture de roman policier. Elle est à plusieurs reprises lauréate du prix Agatha.

## Biographie
Après des études au Westfield College de l'université de Londres, elle travaille pour la BBC où elle écrit et supervise la production de fictions. Elle s'installe ensuite en Australie et elle exerce un travail similaire pour la ABC.
Elle suit ensuite son mari en Californie et, faute de travail dans son ancienne branche d'activité, se tourne vers l'écriture. Elle publie d'abord des livres illustrés pour les enfants, puis, à la demande de son éditeur, se tourne vers l'écriture de romans d'amour pour les jeunes adultes et les adultes.
Elle écrit ainsi de nombreux romans d'amour sous son nom. Elle imagine plusieurs séries récurrentes, comme The Boyfriend Club (en), Heartbreak Cafe ou Sugar and Spice. Elle participe également à la série Sweet Dreams (en) et adapte sur papier la série télévisée Sister, Sister.
À partir de 1997, sous le pseudonyme de Rhys Bowen, elle se lance dans l'écriture d'une série policière consacrée à l'enquêteur gallois Evan Evans. Elle écrit ensuite une nouvelle série, se déroulant dans l'Angleterre des années 1930, consacrée à l'aristocrate Lady Georgiana, puis une troisième qui suit les aventures de Molly Murphy, une immigrante irlandaise débarquant à New York dans les années 1900. Elle remporte le prix Agatha du meilleur roman avec Murphy's Law, le premier titre de cette dernière série. Elle remporte un second Prix Agatha en 2011, celui du meilleur roman policier historique avec Naughty in Nice.

## Œuvre

### Sous le nom de Janet Quin-Harkin

#### SérieSugar and Spice
- Two Girls, One Boy (1987)
- Trading Places (1987)
- The Last Dance (1987)
- Dear Cousin (1987)
- Nothing in Common (1987)
- Flip Side (1987)
- Tug of War (1987)
- Out in the Cold (1988)
- Surf's Up (1987)
- Double Take (1987)
- Make Me a Star (1987)
- Big Sister (1988)
- Blind Date (1988)
- Home Sweet Home (1988)
- Dream Come True (1988)
- Campus Cousins (1988)
- Roadtrip (1989)
- One Step Too Far (1989)
- Having a Ball (1989)
- It's My Turn (1998)

#### SérieHeartbreak Cafe
- No Experience Required (1989)
- The Main Attraction (1989)
- At Your Service No. 3 (1989)
- At Your Service (1990)
- Catch of the Day (1989)
- Love to Go (1990)
- Just Desserts (1990)

#### SérieFriends
- Starring Tess and Ali (1991)
- Tess and Ali And the Teeny Bikini (1991)
- Boy Trouble for Tess and Ali (1991)
- Tess and Ali, Going On Fifteen (1991)

#### SérieSenior Year
- Homecoming Dance (1991) Publié en français sous le titre Les Années Lycée, Paris, EJL, 1996
- New Years Eve (1991)
- Night of the Prom (1992)
- Graduation Day (1992)

#### SérieThe Boyfriend Club(en)
- Ginger's First Kiss (1994)
- Roni's Dream Boy (1994)
- Karen's Perfect Match (1994)
- Queen Justine (1994)
- Ginger's New Crush (1994)
- Roni's Two-Boy Trouble (1994)
- No More Boys (1995)
- Karen's Lessons in Love (1995)
- Roni's Sweet Fifteen (1995)
- Justine's Baby-Sitting Nightmare (1995)
- The Boyfriend Wars (1995)
- Dear Karen (1995)

#### SérieTgif!
- Sleepover Madness (1995)
- Friday Night Fright (1995)
- Four's a Crowd (1995)
- Forever Friday (1995)
- Toe-Shoe Trouble (1995)
- Secret Valentine (1996)

#### SérieSister, Sister
- Cool in School (1996)
- One Crazy Christmas (1996)
- You Read My Mind (1996)
- Homegirl on the Range (1997)
- Star Quality (1997)
- He's All That (1997)
- Summer Daze (1997)
- All Rapped Up (1997)

#### SérieSweet Dreams(en)
- The Graduates (1986)
- Growing Pains (1986)
- California Girl (1983) Publié en français sous le titre La Fille de Californie, Paris, Hachette, coll. Haute tension, 1985, réédition sous le titre La Fille sur le plongeoir, Paris, Bayard, coll. Cœur grenadine, 2000
- Love Match (1982) Publié en français sous le titre Avantage perdu, Paris, Hachette, coll. Haute tension, 1988
- Ten-Boy Summer (1983) Publié en français sous le titre Les Copains de l'été, Paris, Hachette, coll. Haute tension, 1986
- Daydreamer (1983) Publié en français sous le titre Dans l'ombre d'une star, Paris, Hachette, coll. Haute tension, 1988
- Ghost of a Chance (1984) Publié en français sous le titre Laissez-moi dans ton rêve, Paris, Hachette, coll. Haute tension, 1988, réédition sous le titre Un été orageux, Paris, Bayard, coll. Cœur grenadine, 2000
- Exchange of Hearts (1984)
- The Two of Us (1984) Publié en français sous le titre Mon double et moi, Paris, Bayard, coll. Cœur grenadine, 1997
- Ways to Meet Mr. Right (1985)
- The Great Boy Chase (1985)
- Follow That Boy (1985)
- My Best Enemy (1987)
- Winter Dreams (1988)

#### Autres romans
- Tommy Loves Tina (1984)
- Lovebirds (1984) Publié en français sous le titre Destination Sydney, Paris, Bayard, coll. Cœur grenadine, 2000
- Winner Take All (1984)
- Wanted: Date for Saturday Night (1985)
- The Trouble with Toni (1986)
- Old Friends, New Friends (1986)
- Best Friends Forever (1986)
- Write Every Day (1986)
- My Secret Love (1986)
- Never Say Goodbye (1987)
- Madam Sarah (1989)
- Fool's Gold (1991)
- Golden Dreams (1991)
- My Phantom Love (1992)
- On My Own (1992)
- Amazing Grace (1993) Publié en français sous le titre Grâce au ciel, Paris, J'ai Lu no 3812, 1994
- The Secrets of Lake Success (1993)
- Trade Winds (1993)
- The Apartment (1994)
- The Sutcliffe Diamonds (1994)
- Heartbreak Cafe (1994)
- The King and I (1999)

#### Romans illustrés
- Peter Penny's Dance (1976)
- Benjamin's Balloon (1978)
- Septimus Bean and His Amazing Machine (1979)
- Magic Growing Powder (1981)
- Helpful Hattie (1983)
- Billy and Ben: The Terrible Two (1992)

### Sous le pseudonyme de Rhys Bowen

#### SérieConstable Evan Evans
- Evans Above (1997)
- Evan Help Us (1998)
- Evanly Choirs (1999)
- Evan and Elle (2000)
- Evan Can Wait (2001)
- Evans to Betsy (2002)
- Evan Only Knows (2003)
- Evan's Gate (2004)
- Evan Blessed (2005)
- Evanly Bodies (2006)

#### SérieMolly Murphy

##### Romans
- Murphy's Law (2001)
- Death of Riley (2002)
- For the Love of Mike (2003)
- In Like Flynn (2005)
- Oh Danny Boy (2006)
- In Dublin's Fair City (2007)
- Tell Me, Pretty Maiden (2008)
- In a Gilded Cage (2009)
- The Last Illusion (2010)
- Bless the Bride (2011)
- Hush Now, Don't You Cry (2012)
- The Family Way (2013)
- City of Darkness and Light (2014)
- The Edge of Dreams (2015)
- Away in a Manger (2015)
- Time of Fog and Fire (2016)
- The Ghost of Christmas Past (2017)
- Wild Irish Rose (2022) (Coécrit avec sa fille Clare Broyles)
- All That Is  (2023) (Coécrit avec sa fille Clare Broyles)
- Silent as the Grave (2025) (Coécrit avec sa fille Clare Broyles

##### Recueils de nouvelles
- The Amersham Rubies (2011)
- The Face in the Mirror (2013)
- Through the Window (2014)

#### SérieRoyal Spyness
- Her Royal Spyness (2007) Publié en français sous le titre Son espionne royale mène l’enquête, Paris, Robert Laffont, coll. La Bête noire, 2019
- A Royal Pain (2008) Publié en français sous le titre Son espionne royale et le mystère bavarois, Paris, Robert Laffont, coll. La Bête noire, 2019
- Royal Flush (2009) Publié en français sous le titre Son espionne royale et la partie de chasse, Paris, Robert Laffont, coll. La Bête noire, 2020
- Royal Blood (2010) Publié en français sous le titre Son espionne royale et le prince deTransylvanie, Paris, Robert Laffont, coll. La Bête noire, 2020
- Naughty in Nice (2011) Publié en français sous le titre Son espionne royale et le collier de la reine, Paris, Robert Laffont, coll. La Bête noire, 2020
- The Twelve Clues of Christmas (2012) Publié en français sous le titre Son espionne royale et les douze crimes de Noël, Paris, Robert Laffont, coll. La Bête noire, 2020
- Heirs and Graces (2013) Publié en français sous le titre Son espionne royale et l'héritier australien, Paris, Robert Laffont, coll. La Bête noire, 2021
- Queen of Hearts (2014)  Publié en français sous le titre Son espionne royale et la reine des cœurs, Paris, Robert Laffont, coll. La Bête noire, 2021
- Malice at the Palace (2015) publié en français sous le titre Son espionne royale et les conspirations du palais, Paris, Robert laffont, coll. La Bête noire, 2022
- Crowned and Dangerous (2016) publié en français sous le titre Son espionne royale et le baron irlandais, Paris, Robert laffont, coll. La Bête noire, 2022
- On Her Majesty’s Frightfully Secret Service (2017) publié en français sous le titre Son espionne royale au service de Sa Majesté, Paris, Robert laffont, coll. La Bête noire, 2023
- Four Funerals and Maybe a Wedding (2018) publié en français sous le titre Quatre enterrements et peut être un mariage, Paris, Robert laffont, coll. La Bête noire, juin 2023
- Love and Death Among the Cheetahs (2019)
- The Last Mrs. Summers (2020)
- God Rest Ye, Royal Gentlemen (2021)
- Peril in Paris (2022)
- We Three Queens (2024)

#### Autres romans
- In Farleigh Field (2017)
- The Tuscan Child (2018)
- The Victory Garden (2019)
- Above the Bay of Angels (2020)
- The Venice Sketchbook (2021)
- The Rose Arbor (2024)

## Prix et nominations

### Prix
- Prix Agatha 2001 du meilleur roman pour Murphy's Law[1]
- Prix Anthony 2004 de la meilleure nouvelle pour Doppelganger[2]
- Prix Macavity 2009 du meilleur roman historique pour A Royal Pain[3]
- Prix Agatha 2011 du meilleur roman historique pour Naughty in Nice[1]
- Prix Agatha 2017 du meilleur roman historique pour In Farleigh Field[1]
- Prix Macavity 2018 du meilleur roman historique  pour In Farleigh Field[3]
- Prix Agatha 2020 du meilleur roman historique pour The Last Mrs. Summers [1]

### Nominations
- Prix Barry 1999 du meilleur roman pour Evan Help Us[4]
- Prix Mary Higgings Clark 2002 pour Murphy’s Law
- Prix Macavity 2004 du meilleur roman pour For the Love of Mike[3]
- Prix Edgar-Allan-Poe 2005 du meilleur roman pour Evan’s Gate[5]
- Prix Macavity 2006 du meilleur roman pour In Like Flynn[3]
- Prix Agatha 2007 du meilleur roman pour Her Royal Spyness[1]
- Prix Macavity 2007 du meilleur roman pour Oh Danny Boy[3]
- Prix Agatha 2008 du meilleur roman pour A Royal Pain[1]
- Prix Macavity 2008 du meilleur roman historique pour Her Royal Spyness[3]
- Prix Dilys 2008 pour Her Royal Spyness[6]
- Prix Agatha 2009 du meilleur roman pour Royal Flush[1]
- Prix Agatha 2011 du meilleur roman historique pour Naughty in Nice[1]
- Prix Agatha 2012 du meilleur roman historique pour The Twelve Clues of Christmas[1]
- Prix Macavity 2012 du meilleur roman historique pour Naughty in Nice[3]
- Prix Agatha 2013 du meilleur roman historique pour Heirs and Graces[1]
- Prix Agatha 2014 du meilleur roman historique pour Queen of Hearts[1]
- Prix Agatha 2014 du meilleur roman historique pour Malice at the Palace[1]
- Prix Macavity 2015 du meilleur roman historique pour Queen of Hearts[3]
- Prix Agatha 2018 du meilleur roman historique pour Four Funerals and Maybe a Wedding[1]
- Prix Edgar-Allan-Poe 2018 du meilleur livre de poche pour In Farleigh Field[5]
- Prix Agatha 2019 du meilleur roman historique pour Love and Death Among the Cheetahs[1]
- Prix Macavity 2021 du meilleur roman historique pour The Last Mrs. Summers[3]
- Prix Edgar-Allan-Poe 2022 du meilleur roman pour The Venice Sketchbook[5]
- Prix Sue Feder 2022 du meilleur roman policier historique pour The Venice Sketchbook[3]
- Prix Mary-Higgins-Clark 2025 pour The Rose Arbor[5]